# Telespiza ypsilon
Il fringuello di Maui Nui (Telespiza ypsilon James & Olson, 1991) è un uccello passeriforme estinto della famiglia dei Fringillidi.

## Etimologia
Il nome scientifico di questa specie, ypsilon, è frutto di un codice alfanumerico: i primi resti subfossili di questi uccelli sono stati infatti rinvenuti presso un sito di scavo denominato Ilio 20, e la ypsilon rappresenta la ventesima lettera dell'alfabeto greco.

## Descrizione
In base all'analisi dei resti subfossili finora ritrovati (principalmente frammenti di becco), questo uccello doveva essere leggermente più piccolo rispetto alle specie congeneri, non raggiungendo i 15 cm di lunghezza. Si è speculato che la sua colorazione in vita ricordasse quella del fringuello di Nihoa, ma gli unici dati certi sono che i fringuelli di Maui Nui possedevano narici più grandi rispetto a quelle delle specie congeneri.

## Biologia
Le abitudini alimentari dei loro parenti più prossimi ancora in vita, i fringuelli del genere Telespiza, che sono onnivori ed estremamente opportunisti, fanno pensare che anche il fringuello di Maui Nui potesse nutrirsi sia di alimenti di origine vegetale che animale.
Il fatto che circa la metà dei resti di questi uccelli siano stati ritrovati in associazione a quelli dei gufi terricoli del genere Grallistrix lascerebbe supporre che i fringuelli di Maui Nui rappresentassero una parte notevole della dieta di questi uccelli.

## Distribuzione e habitat
I resti del fringuello di Maui Nui sono stati reperiti in due punti di scavo a Maui e Molokai, tuttavia si ritiene che questa specie potesse essere diffusa anche su Lanai e Kahoolawe, in passato parte assieme proprio a Maui e Molokai di un'unica massa di terra denominata appunto Maui Nui. In base ai luoghi di ritrovamento ed all'analisi dei reperti, sembrerebbe che questi uccelli fossero abitatori delle zone pianeggianti e asciutte, sebbene avrebbero potuto popolare anche le zone di foresta secca più in quota ed alcuni resti siano stati rinvenuti in una zona umida a 808 m di quota.

## Estinzione
La specie era già estinta da tempo quando i primi europei misero piede alle Hawaii, nel 1778: si ritiene che essa sia scomparsa circa cinque secoli prima, nel periodo successivo alla colonizzazione polinesiana dell'arcipelago, con la conseguente alterazione dell'habitat per far posto alle coltivazioni e l'introduzione di predatori e malattie. I resti subfossili ritrovati suggerirebbero un drastico declino di questi uccelli già alla fine del XII secolo.